# Чиа-чиа
Чиа-чиа (южно-бутунгский, южно-бутонский; латиница Bahasa Ciacia) — австронезийский язык, распространённый вокруг города Бау-бау в Индонезии, на южной оконечности острова Бутунг, расположенного около юго-восточного берега острова Сулавеси.
В 2009 году язык привлёк внимание мировой общественности сообщениями о том, что руководство города Бау-бау решило принять корейское письмо (хангыль) в качестве современного алфавита для чиа-чиа. Однако до официального принятия дело не дошло, и проект застопорился.